# قانون السلاح في الولايات المتحدة

إحصائية مناطق التى تحتوي على سلاح لعام 2016.

الولايات المتحدة الأمريكية. مبيعات الأسلحة في القرن الحادي والعشرين

في الولايات المتحدة، يضبط القانون الحصول على الأسلحة وفقًا لعدة لوائح فيدرالية. تنظّم هذه اللوائح تصنيع الأسلحة النارية، والذخائر، ومستلزماتها بالإضافة إلى المتاجرة بها، وحيازتها، ونقل ملكيتها، وحفظ سجلاتها، ونقلها، وإتلافها. وتطبّق المؤسسات الحكومية هذه القوانين مع مكتب الكحول والتبغ والأسلحة النارية والمتفجرات الفيدرالي. بالإضافة إلى القوانين الفيدرالية الخاصة بالأسلحة، تطبّق كافة حكومات الولايات وبعض الحكومات المحلية قوانينها الخاصة التي تنظّم الأسلحة النارية.
يحمي التعديل الثاني لدستور الولايات المتحدة حق الاحتفاظ بالأسلحة وحملها، رغم غياب أحكام واضحة للمحاكم الفيدرالية تعرّف هذا الحق إلى أن قضت المحكمة العليا الأمريكية بأنه يحمي حق أي فرد في الاحتفاظ بالأسلحة وحملها، ما لم يكن ذلك ضمن العمل في ميليشيا، وذلك لأغراض قانونية عادية، كالدفاع عن النفس داخل البيت، كما ورد في حُكم قضية واشنطن العاصمة ضد هيلر (2008). وأعقب ذلك تأكيد المحكمة العليا في قضية مكدونالد ضد مدينة شيكاغو (2010) أن التعديل الثاني قد دُمج ضمن بند الإجراءات القانونية الواجبة في التعديل الرابع عشر، وبالتالي ينطبق على قوانين الولاية والقوانين المحلية، والقوانين الفيدرالية كذلك.

## أبرز قوانين السلاح الفيدرالية
تندرج معظم قوانين الأسلحة الفيدرالية ضمن القرارات التالية:
- القانون الوطني للأسلحة النارية (1934): يفرض ضرائب على تصنيع ونقل الأسلحة المُدرجة تحت القانون الثاني، ويُوجِب تسجيلها، مثل الرشاشات، والبنادق قصيرة السبطانة، وبنادق الرش، والأسلحة الثقيلة، والذخائر المتفجرة، وكواتم الصوت، والأسلحة النارية المخفية أو المصنّعة منزليًا.
- القانون الفيدرالي للأسلحة النارية للعام 1938: يستلزم أن يكون لدى مصنّعي الأسلحة، والمستوردين، والعاملين في بيع الأسلحة النارية ترخيصًا فيدراليًا للأسلحة النارية. كما يحظر هذا القانون منح الأسلحة النارية لشرائح محددة من الناس، مثل المجرمين المدانين.
- القانون الشامل لمكافحة الجريمة والحفاظ على سلامة الشوارع للعام 1968: حظر هذا القانون تجارة الأسلحة اليدوية بين الولايات، ورفع الحد الأدنى للعمر المسموح به لشراء الأسلحة اليدوية إلى 21 عامًا.
- قانون الرقابة على الأسلحة لعام 1968: ركز بشكل رئيسي على تنظيم تجارة الأسلحة النارية بين الولايات عبر حظرٍ عامٍ لعمليات نقل الأسلحة النارية بين الولايات، إلا للتبادل بين المصنّعين، والتجار، والمستوردين المرخّص لهم.
- قانون حماية مالكي الأسلحة النارية (1986): ويُعتبر مراجعةً وإلغاءً جزئيًا لقانون الرقابة على الأسلحة للعام 1968. وحظر هذا القانون بيع الأسلحة النارية الآلية للمدنيين والمصنّعة بعد تاريخ صدور القانون. كما فرض الحصول على موافقة مكتب الكحول والتبغ والأسلحة النارية والمتفجرات الفيدرالي لعمليات نقل ملكية الأسلحة النارية الآلية.
- قانون الأسلحة النارية غير القابلة للكشف (1988): يجرم بشكل نافِذ، ما عدا في استثناءات قليلة، تصنيعَ، أو استيراد، أو بيع، أو شحن، أو توصيل، أو حيازة، أو تحويل ملكية، أو استلام الأسلحة النارية التي تقل مكوّناتها المعدنية عن 3.7 أونصة.
- قانون المدارس الخالية من الأسلحة (1990): يحظر على الأفراد غير المرخّص لهم حملَ سلاح ناري عن قصدٍ في مكان يعرفون أن مدرسةً، أو لديهم سبب معقول يدفعهم لمعرفة أنها منطقة مدرسة.
- قانون برادي لحظر عنف الأسلحة اليدوية (1993): يفرض هذا القانون إجراء دراسةٍ لخلفية معظم مُبتاعي الأسلحة النارية، وفقًا للبائع والمكان.
- الحظر الفيدرالي على الأسلحة الهجومية (1994-2004): حُظرت بموجبه الأسلحة نصف الآلية التي بدت كالأسلحة الهجومية، والأسلحة ذات مخازن السعة الكبيرة. رُفع هذا الحظر في العام 2004.
- قانون سلامة موظفي تطبيق القانون (2004): مُنح بموجبه ضباط تطبيق القانون ممن هم على رأس عملهم والسابقين الحق في حمل سلاح ناري مخفي في أي نطاق اختصاصٍ في الولايات المتحدة، بصرف النظر عن قوانين الولاية أو القوانين المحلية، مع وجود استثناءات محددة.
- قانون حماية التجارة المشروعة للأسلحة (2005): يمنع تحميل المسؤولية لمصنعي الأسلحة النارية والتجّار المرخّص لهم بسبب الإهمال عند استخدام منتجاتهم لارتكاب جرائم.

### نبذة عن الأنظمة الحالية
يُحظر على الهاربين، والمدانين في ارتكاب جناية تزيد عقوبتها عن سنة واحدة، سابقة أو حالية، وأولئك الذين أُلحِقوا قسرًا بمصحة عقلية يُحظر عليهم شراء سلاح ناري؛ ما لم تُستعد حقوقهم. تضم دساتير أربع وأربعين ولايةٍ بندًا مشابهًا للتعديل الثاني لدستور الولايات المتحدة، والذي يحمي الحق في الاحتفاظ بالأسلحة وحملها. والاستثناءات هي ولايات كاليفورنيا، وآيوا، وماريلاند، ومينيسوتا، ونيوجيرسي، ونيويورك. بالرغم من ذلك ففي نيويورك، تضم القوانين التنظيمية للحقوق المدنية فقرةً مطابقةً تقريبًا للتعديل الثاني. كما قضت المحكمة العليا الأمريكية في قضية مكدونالد ضد شيكاغو (2010) بأن الحماية المنصوص عليها في التعديل الثاني للاحتفاظ بالأسلحة وحملها للدفاع عن النفس في منزل الفرد تنطبق على حكومات الولايات وتقسيماتها الفرعية السياسية.

## تاريخ
في التواريخ التالية، وقعت أحداث مهمة متعلقة بالتشريعات الخاصة بالأسلحة النارية.
في العام 1791، اعتُمدت وثيقة حقوق الولايات المتحدة، والتي تضمنت التعديل الثاني لدستور الولايات المتحدة والذي نص على أن «الميليشيا ذات التنظيم العالي، ضرورية لأمن الدولة الحرة، وحق الناس في الاحتفاظ بالأسلحة وحملها، لا يجوز التعدي عليه».
في العام 1934، جاء التوقيع على القانون الوطني للأسلحة النارية ليصبح قانونًا في ظلّ رئاسة فرانكلين روزفلت، وذلك سعيًا للحد من العنف في فترة حظر الكحوليات في الولايات المتحدة. بين الأعوام 1920 و1933، أخذ معدل جرائم القتل في الولايات المتحدة بالارتفاعِ عامًا بعد عام في مثالٍ حيّ على العواقب غير المقصودة لتمرير قانون حظر الكحوليات، وما رافق ذلك من عنف مرتبط برفع قانونية منتجٍ مطلوب بشدّة. يُعد القانون الوطني للأسلحة النارية أول تشريع فيدرالي لفرض الرقابة على الأسلحة في الولايات المتحدة، إذ فرض ضريبةً تبلغ 200 دولار على تصنيع ونقل أسلحةٍ مُدرَجة تحت القانون الثاني، أي ما يعادل 3,942 دولارًا تقريبًا في العام 2022.
كما فرض القانون تسجيل الرشاشات، والبنادق قصيرة السبطانة، وبنادق الرش، والأسلحة الثقيلة، والذخائر المتفجرة، وكواتم الصوت، والأسلحة النارية المخفية أو المصنّعة منزليًا. في نهاية المطاف، ومع إلغاء حظر الكحوليات في العام 1933، وانتهاء احتكار الجريمة المنظمة للكحوليات، انخفض معدل جرائم القتل بشكل كبير. في واقع الأمر، «... راحت نسبة جرائم القتل تنخفض عامًا بعد عام لمدة إحدى عشر سنة متتالية [بعد إلغاء حظر الكحوليات].»
في العام 1938، وقع الرئيس فرانكلين دي روزفلت على القانون الفيدرالي الأسلحة النارية للعام 1938 ليصبح قانونًا، والذي تطلب أن يكون لدى جميع الشركات التجارية العاملة في مجال الأسلحة النارية ترخيصًا فيدراليًا للأسلحة النارية.
في العام 1939، من خلال قضية الولايات المتحدة ضد ميلر، قضت المحكمة العليا للولايات المتحدة بأنه يمكن للكونغرس تقنين بيع البنادق منشورة السبطانة بين الولايات من خلال القانون الوطني للأسلحة النارية للعام 1934، معتبرةً أن مثل هذا السلاح ليس له علاقة فعلية بكفاءة الميليشيا المنظمة جيدًا.
في العام 1968، بعد موجة الاغتيالات السياسية بما فيها: اغتيال جون كينيدي، واغتيال روبرت ف كينيدي، واغتيال مارتن لوثر كينج الابن، حثّ الرئيس ليندون جونسون الكونغرس على تبنّي قانون الرقابة على الأسلحة للعام 1968. وهو القانون الذي ألغى القانون الوطني للأسلحة النارية وحلّ محلّه، ونظّم «الأسلحة التدميرية» (مثل القنابل، والألغام، والقنابل اليدوية، وغيرها من المتفجرات)، ووسّع تعريف الرشاش، وفرض إنشاء تسلسلٍ للأسلحة المصنّعة أو المستوردة، وحظر استيراد الأسلحة العسكرية، وحدد سنّ الواحد والعشرين كحدٍّ أدنى للسماح بشراء المسدسات من المتاجر التي تحمل ترخيصًا فيدراليًا للأسلحة النارية. كما حظر قانون الرقابة على الأسلحة للعام 1968 بيع الأسلحة النارية للمجرمين والمرضى نفسيًا.

## الرأي العام حول السيطرة على السلاح (الولايات المتحدة)
في خضم الزيادة الأخيرة في عمليات إطلاق النار الجماعية ، بما في ذلك 46 حادث إطلاق نار في المدرسة في عام 2022 ، وجد استطلاع أجرته شبكة فوكس نيوز في أبريل 2023 أن الناخبين المسجلين يؤيدون بأغلبية ساحقة مجموعة واسعة من قيود الأسلحة:
قال 87٪ إنهم يؤيدون طلب إجراء فحوصات خلفية جنائية لجميع مشتري الأسلحة ؛
81٪ يؤيدون رفع شرط العمر لشراء أسلحة نارية إلى 21 ؛
80٪ يؤيدون طلب فحوصات الصحة العقلية لجميع مشتري الأسلحة ؛
80٪ قالوا إنه يجب السماح للشرطة بأخذ الأسلحة من الأشخاص الذين يشكلون خطراً على أنفسهم أو على الآخرين ؛
أيد 61٪ حظر البنادق الهجومية والأسلحة نصف الآلية.

## الأشخاص المؤهلون
الأشخاص التالية أسماؤهم مؤهلون لامتلاك الأسلحة النارية وامتلاكها داخل الولايات المتحدة، على الرغم من تطبيق قيود أخرى:
- مواطني الولايات المتحدة
- مواطنون ولكن ليس مواطنين الولايات المتحدة
- المقيمون الدائمون الشرعيون في الولايات المتحدة (المعروفون أيضًا باسم حاملي "البطاقة الخضراء")
- الأجانب (أو الرعايا الأجانب) الذين تم قبولهم بشكل قانوني في الولايات المتحدة كلاجئين
- الأجانب (أو الرعايا الأجانب) الذين تم قبولهم بشكل قانوني في الولايات المتحدة بموجب تأشيرات غير المهاجرين[12][13]

ولكن فقط إذا كانت تندرج تحت أحد الاستثناءات التالية:
- تم قبوله في الولايات المتحدة لأغراض الصيد المشروعة أو الرياضة
- يمتلك رخصة صيد قانونية أو تصريحًا صادرًا عن أي ولاية أمريكية
- ممثل رسمي لحكومة أجنبية معتمد لدى حكومة الولايات المتحدة أو بعثة الحكومة لدى منظمة دولية يقع مقرها الرئيسي في الولايات المتحدة أو في طريقه إلى أو من دولة أخرى تم اعتماد ذلك الأجنبي لديها
- مسؤول في حكومة أجنبية أو زائر أجنبي مميز تم تعيينه من قبل وزارة الخارجية
- ضابط تنفيذ قانون أجنبي تابع لحكومة أجنبية صديقة يدخل الولايات المتحدة في مهمة رسمية لإنفاذ القانون
- حصل على تنازل من المدعي العام للولايات المتحدة، طالما أن التماس التنازل يوضح أن هذا سيكون في مصلحة العدالة ولن يعرض السلامة العامة للخطر بموجب المادة 18 من قانون الولايات المتحدة § 922(ص)(3)(ج)
- غير مقيم في أي ولاية أمريكية ما لم يكن استلام الأسلحة النارية لأغراض رياضية مشروعة[14][13]

## تكاليف العنف باستخدام الأسلحة
في عام 2000 ، قدرت تكاليف العنف باستخدام الأسلحة النارية بحوالي 100 مليار دولار سنويًا في الولايات المتحدة ، بالإضافة إلى التكاليف المرتبطة بسلوكيات تجنب / منع العنف باستخدام الأسلحة النارية. من ناحية أخرى ، في عام 2010 ، كلف العنف المسلح دافعي الضرائب الأمريكيين حوالي 516 مليون دولار من تكاليف المستشفيات المباشرة. بعد ذلك بعام ، في عام 2021 ، كان العنف باستخدام الأسلحة النارية 280 مليار دولار سنويًا.

## 2021
حوالي ثمانية من كل عشرة جرائم قتل في الولايات المتحدة في عام 2021 – 20958 من أصل 26031، أو 81٪ – استخدمت سلاحًا ناريًا. يمثل ذلك أعلى نسبة منذ عام 1968 على الأقل، وهو أول عام تمتلك فيه مراكز السيطرة على الأمراض سجلات عبر الإنترنت. وأكثر من نصف حالات الانتحار في عام 2021 – 26,328 من أصل 48,183، أو 55% – كانت بسبب استخدام السلاح أيضًا، وهي أعلى نسبة منذ عام 2001.